# 三十八社駅
三十八社駅（さんじゅうはっしゃえき）は、福井県福井市下江尻町にある、福井鉄道福武線の駅である。駅番号はF10。
福井市最南端・最西端の駅で駅舎は福井市にあるが、ホームは福井市と隣接する鯖江市との境界線上にある。

## 歴史
- 1927年（昭和2年）6月5日：福武電気鉄道の駅として新設開業[1][3]。
  - 文献によっては、1935年（昭和10年）7月1日を開業日とするものがある[4][5]。
- 1945年（昭和20年）8月1日：福井鉄道設立に伴い、同社の福武線の駅となる[4]。
- 1972年（昭和47年）10月12日：駅業務を廃止、無人化（無人駅）[5]。

## 駅構造
相対式ホーム2面2線を有する地上駅で無人駅である。福井方面のホーム隣に駅舎があるが現在使われていない。福井方面の線路は直線化され列車交換が可能であるが、当駅では急行の通過待ちダイヤは組まれていない。
| のりば | 路線                                 | 方向 | 行先                       |
| ------ | ------------------------------------ | ---- | -------------------------- |
| 西側   | ■福武線 （フェニックス田原町ライン） | 下り | 浅水・福井駅・田原町方面   |
| 東側   | ■福武線 （フェニックス田原町ライン） | 上り | 神明・西鯖江・たけふ新方面 |

## 利用状況
- 三十八社駅の利用状況の変遷を下表に示す。
  - 輸送実績（乗車人員）の単位は人であり、年度での総計値を示す。年度間の比較に適したデータである。
  - 乗降人員調査結果は任意の1日における値（単位：人）である。調査日の天候・行事等の要因によって変動が大きいので年度間の比較には注意を要する。
  - 表中、最高値を赤色で、最高値を記録した年度以降の最低値を青色で、最高値を記録した年度以前の最低値を緑色で表記している。

| 年 度              | 当駅分輸送実績（乗車人員）：人／年度 | 当駅分輸送実績（乗車人員）：人／年度 | 当駅分輸送実績（乗車人員）：人／年度 | 当駅分輸送実績（乗車人員）：人／年度 | 乗降人員調査結果 人／日 | 乗降人員調査結果 人／日 | 特 記 事 項 |
| ------------------ | ------------------------------------ | ------------------------------------ | ------------------------------------ | ------------------------------------ | ----------------------- | ----------------------- | ----------- |
| 年 度              | 通勤定期                             | 通学定期                             | 定期外                               | 合 計                                | 調査日                  | 調査結果                | 特 記 事 項 |
| 2004年（平成16年） | 4,890                                | 12,570                               | 8,435                                | 25,895                               |                         |                         |             |
| 2005年（平成17年） |                                      |                                      |                                      |                                      |                         |                         |             |
| 2006年（平成18年） |                                      |                                      |                                      |                                      |                         |                         |             |
| 2007年（平成19年） | 5,979                                | 7,500                                | 6,574                                | 20,053                               |                         |                         |             |
| 2008年（平成20年） |                                      |                                      |                                      |                                      |                         |                         |             |
| 2009年（平成21年） |                                      |                                      |                                      |                                      |                         |                         |             |

## 駅周辺
水田が広がるが国道8号に近く、当駅南西部の鯖江市域は住宅地となっている。

## 隣の駅
福井鉄道
■福武線
■急行・■区間急行・■臨時急行
通過
■普通
鳥羽中駅 (F9) - 三十八社駅 (F10) - 泰澄の里駅 (F11)